# Uracanthus acutus
Uracanthus acutus är en skalbaggsart som beskrevs av Blackburn 1890. Uracanthus acutus ingår i släktet Uracanthus och familjen långhorningar. Inga underarter finns listade i Catalogue of Life.